# Бриттен, Эдвард (британский офицер)
Э́двард Га́рольд Бри́ттен (англ. Edward Harold Brittain; 30 ноября 1895, Маклсфилд, графство Чешир, Великобритания — 15 июня 1918, Азиаго, Королевство Италия) — британский офицер, участник Первой мировой войны. Погиб в битве при Пьяве. Награждён Военным крестом. Персонаж автобиографической книги Веры Бриттен «Заветы юности» (1933).

## Биография

### Ранние годы
Родился в Маклсфилде 30 ноября 1895 года в семье производителя бумаги Томаса Артура Бриттена (1864—1935) и Эдит Бриттен (1868—1948), урождённой Бервон. Кроме него у родителей была старшая дочь Вера, с которой Эдвард был очень близок. Начальное образование получил в Аппингемской школе. Во время обучения познакомился с Роландом Лейтоном (1895—1915) и Виктором Ричардсоном (1895—1917), с которыми его связала крепкая дружба. Эдвард хорошо учился. В Аппингеме он прошёл подготовку в офицерском корпусе. Талантливый скрипач, Эдвард надеялся стать композитором, но Томас Артур Бриттен считал, что сын должен унаследовать семейное дело или поступить на государственную службу.

### На фронтах
Эдвард был принят в Нью-колледж в Оксфорде, однако в июле 1914 года оставил обучение. С началом Первой мировой войны вступил в британскую армию и 19 ноября 1914 года был назначен временным вторым лейтенантом к Шервудским лесникам (Ноттингемширский и Дербиширский полк). Первые полтора года войны находился в Великобритании. Несколько просьб Эдварда отправить его на фронт были оставлены командиром полка без внимания. В этот период Эдвард подружился с сослуживцем Джеффри Терлоу (1895—1917). Его школьный друг, Роланд Лейтон, служивший на Западном фронте, скончался от ран в декабре 1915 года. Вскоре после этого, в начале 1916 года, Эдвард также был отправлен на Западный фронт. Он был ранен в левую руку и правое бедро в битве при Сомме 1 июля 1916 года. Раненого Эдварда отправили в Первую лондонскую больницу общего профиля, где медсестрой-волонтёром служила его сестра Вера. Впоследствии он был награждён Военным крестом за участие в битве при Сомме: «За проявленные мужество и лидерство во время атаки. Он был тяжело ранен, но продолжал вести своих людей с большой храбростью и хладнокровием, пока вторая рана не вывела его из строя».
Эдвард оставался в Великобритании до 30 июня 1917 года. Джеффри Терлоу погиб в битве при Монши-ле-Прё в апреле 1917 года. Виктор Ричардсон ослеп во время битвы при Аррасе в апреле 1917 года и умер от абсцесса мозга в Лондоне в июне 1917 года. Эти потери превратили Эдварда, по словам его сестры Веры, в «незнакомого, пугающего Эдварда, который никогда не улыбался и не говорил, кроме как о банальных вещах». Тихий, необщительный, одинокий он вернулся на Западный фронт почти ровно через год после того, как покинул его, и был немедленно отправлен в бой, не зная ни местности, ни людей, которыми он командовал, но вышел из битвы невредимым. Его письма становились все более критическими по отношению к ведению войны. Вера была отправлена в британскую армейскую больницу на севере Франции в августе 1917 года, но им так и не удалось увидеться во Франции.
Эдвард был назначен временным капитаном в августе 1917 года и в ноябре 1917 года в составе полка был отправлен на Итальянский фронт. Последний раз он видел свою семью во время отпуска в январе 1918 года. Ранним утром 15 июня 1918 года у Азиаго Эдвард погиб от выстрела в голову во время контратаки австрийской армии в самом начале битвы при Пьяве.

### Смерть
В июне 1918 года армейские цензоры перлюстрировали его письмо, в котором говорилось, что у него были гомосексуальные отношения с мужчинами. Его командир, подполковник Чарльз Хадсон, был уве́домлен о том, что Эдвард будет арестован, когда вернётся из боя. Подполковнику было приказано не предупреждать Эдварда, но он всё равно предупредил его косвенно. Чарльз Хадсон полагал, что Эдвард намеренно подверг себя опасности, чтобы избежать военного трибунала и позора, который причинил бы страдания его семье. Позднее его мать Эдит Бриттен рассказала дочери, что Эдвард имел гомосексуальные отношения ещё во время обучения в Аппингеме. Подполковник Чарльз Хадсон уклонился от ответов на вопросы Веры о младшем брате, когда та навестила его в больнице в 1918 году, но рассказал ей о своих подозрениях после издания в 1933 году её книги «Заветы юности». Изначально Вера не хотела верить, что её брат намеренно подверг себя опасности, но, в конце концов, приняла всё то, что сказал ей полковник, и описала поступок брата в своей книге «Благородное поместье». Во время работы над биографией Веры Бриттен Марк Бостридж нашёл сына командира Эдварда, Майлза Хадсона, который позволил ему прочитать рассказ отца о последних днях Эдварда Бриттена. В 1995 году Марк Бостридж опубликовал подробности из этого рассказа в книге «Вера Бриттен: жизнь», авторами которой были он и Пол Берри.
Эдвард Бриттен похоронен на британском мемориальном кладбище Гранецца в Италии. В сентябре 1921 года Вера Бриттен посетила его могилу с Уинифред Холтби. Она завещала развеять свой прах на могиле младшего брата. По признанию Веры: «В течение почти пятидесяти лет большая часть моего сердца была на этом итальянском деревенском кладбище». В сентябре 1970 года её дочь Ширли Уильямс удовлетворила просьбу матери.

## Память
Многие из писем Эдварда были опубликованы в книге «Письма потерянного поколения. Письма Первой мировой войны Веры Бриттен и четырёх друзей» (1998). Его музыкальное сопровождение к стихотворению друга-поэта Роланда Лейтона «Отправка» было издано в книге «Заветы юности» (1989).
В 1979 году в телевизионной экранизации «Заветов юности» роль Эдварда сыграл Руперт Фрейзер, а Шерил Кэмпбелл исполнила роль Веры. В адаптации Би-би-си Радио 4 книги «Письма потерянного поколения» в 1998 году Джонатан Фёрт исполнил роль Эдварда Бриттена. В фильме 2014 года «Воспоминания о будущем» его сыграл Тэрон Эджертон.
В романе «Комната Тоби» Пэт Баркер, опубликованном в 2012 году, судьба центрального персонажа основана на фактах из биографии Эдварда Бриттена. В программе Би-би-си Радио 4 «Эдвард Бриттен и забытый фронт» баронесса Уильямс прошла по стопам своей матери к могиле своего дяди.